# Villanázar
Villanázar – gmina w Hiszpanii, w prowincji Zamora, w Kastylii i León, o powierzchni 18,29 km². W 2011 roku gmina liczyła 327 mieszkańców.